# Палермо (Мен)
Палермо (англ. Palermo) — місто (англ. town) в США, в окрузі Волдо штату Мен. Населення — 1570 осіб (2020).

## Демографія
Згідно з переписом 2010 року, у місті мешкало 1535 осіб у 623 домогосподарствах у складі 461 родини. Було 975 помешкань
Расовий склад населення:
| - 97,5 % — білих - 0,5 % — чорних або афроамериканців - 0,5 % — азіатів - 0,4 % — корінних американців |

До двох чи більше рас належало 1,1 %. Частка іспаномовних становила 0,5 % від усіх жителів.
За віковим діапазоном населення розподілялося таким чином: 22,5 % — особи молодші 18 років, 61,7 % — особи у віці 18—64 років, 15,8 % — особи у віці 65 років та старші. Медіана віку мешканця становила 43,8 року. На 100 осіб жіночої статі у місті припадало 98,8 чоловіків;  на 100 жінок у віці від 18 років та старших — 96,7 чоловіків також старших 18 років.
Середній дохід на одне домашнє господарство  становив 85 655 доларів США (медіана — 48 882), а середній дохід на одну сім'ю — 70 493 долари (медіана — 50 341). Медіана доходів становила 45 924 долари для чоловіків та 36 625 доларів для жінок. За межею бідності перебувало 10,2 % осіб, у тому числі 11,0 % дітей у віці до 18 років та 5,8 % осіб у віці 65 років та старших.
Цивільне працевлаштоване населення становило 742 особи. Основні галузі зайнятості: освіта, охорона здоров'я та соціальна допомога — 18,3 %, роздрібна торгівля — 14,0 %, виробництво — 14,0 %.